# Niederurnen
Niederurnen är en ort i kommunen Glarus Nord i kantonen Glarus i Schweiz. Den är kommunens huvudort och ligger cirka 9,5 kilometer norr om Glarus. Orten har 3 887 invånare (2023).
Orten var före den 1 januari 2011 en egen kommun, men slogs då samman med kommunerna Bilten, Filzbach, Mollis, Mühlehorn, Näfels, Oberurnen och Obstalden till den nya kommunen Glarus Nord. Kommunen omfattade en del av orten Ziegelbrücke.